# Magda Julin
Magda Maria Henrietta Julin, z domu Mauroy (ur. 24 lipca 1894 w Vichy, zm. 21 grudnia 1990 w Sztokholmie) – szwedzka łyżwiarka figurowa francuskiego pochodzenia, startująca w konkurencji solistek. Mistrzyni olimpijska z Antwerpii (1920) oraz trzykrotna mistrzyni Szwecji (1911, 1916, 1918).
W momencie zdobycia tytułu mistrzyni olimpijskiej była w czwartym miesiącu ciąży. 
Była córką francuskiego producenta muzycznego Edouarda Mauroya. Jej rodzina wyemigrowała do Szwecji, gdy Julin miała 7 lat. W 1913 roku zajęła szóste miejsce na mistrzostwach świata. Z marynarzem F. E. Julinem miała dwóch synów. Po zakończeniu kariery otworzyła kawiarnię, a następnie restaurację w Sztokholmie, którą prowadziła do 77. roku życia.
W wieku 90 lat nadal jeździła na łyżwach na lodowisku w centrum stolicy Szwecji. Jej ostatnim oficjalnym wystąpieniem było otwarcie lodowiska w Östersund jesienią 1990 roku. Ostatnie lata życia spędziła w domu opieki w Sztokholmie. Zmarła w Nacka, dzielnicy Sztokholmu. Pochowano ją na cmentarzu przy kościele Adolfa Fryderyka w Sztokholmie.

## Osiągnięcia
| Zawody                | 1911           | 1912           | 1913           | 1914           | 1915           | 1916           | 1917           | 1918           | 1919           | 1920           | 1921           |                |                |                |                |                |                |
| Międzynarodowe        | Międzynarodowe | Międzynarodowe | Międzynarodowe | Międzynarodowe | Międzynarodowe | Międzynarodowe | Międzynarodowe | Międzynarodowe | Międzynarodowe | Międzynarodowe | Międzynarodowe | Międzynarodowe | Międzynarodowe | Międzynarodowe | Międzynarodowe | Międzynarodowe | Międzynarodowe |
| --------------------- | -------------- | -------------- | -------------- | -------------- | -------------- | -------------- | -------------- | -------------- | -------------- | -------------- | -------------- | -------------- | -------------- | -------------- | -------------- | -------------- | -------------- |
| Igrzyska olimpijskie  |                |                |                |                |                |                |                |                |                | 1              |                |                |                |                |                |                |                |
| Mistrzostwa świata    |                |                | 6              |                |                |                |                |                |                |                |                |                |                |                |                |                |                |
| Mistrzostwa nordyckie |                |                |                |                |                |                |                |                | 1              |                | 1              |                |                |                |                |                |                |
| Igrzyska nordyckie    |                |                |                |                |                |                | 1              |                |                |                |                |                |                |                |                |                |                |
| Krajowe               |                |                |                |                |                |                |                |                |                |                |                |                |                |                |                |                |                |
| Mistrzostwa Szwecji   | 1              | 2              | 2              |                | 2              | 1              | 2              | 1              |                |                |                |                |                |                |                |                |                |